# Neoxenus ater
Espèce
Neoxenus ater est une espèce d'insectes coléoptères appartenant à la famille des Anthribidae.